# حقوق الإنسان (فصلية)
مجلة حقوق الإنسان أو فصلية حقوق الإنسان (بالإنجليزية: Human Rights Quarterly، اختصارها: HRQ) دورية أكاديمية فصلية، أسسها ريتشارد بيير كلود، في عام 1982م، تغطي الدورية التي تصدر كل ثلاثة أشهر مواضيع حقوق الإنسان في العالم. المجلة مخصصة للباحثين وواضعي السياسات، وتتابع التطورات الأخيرة من قبل كل من الحكومات والمنظمات غير الحكومية. تشمل البحوث التي تجريها المجلة في تحليل السياسات ومراجعات الكتب والمقالات الفلسفية. تم نشر المجلة من قبل مطبعة جامعة جونز هوبكنز ورئيس تحريرها هو بيرت لوكوود الابن (معهد أوربان مورغان لحقوق الإنسان، كلية الحقوق بجامعة سينسيناتي).
وفقًا لتقارير جورنال سيتيشن فإن المجلة لديها عامل تأثير بلغ 0.841 في عام 2014م، لتحتل المرتبة 68 من أصل 161 مجلة في فئة «العلوم السياسية» وحصلت على المرتبة 23 من أصل 41 مجلة في فئة «القضايا الاجتماعية».

## روابط خارجية
- الموقع الرسمي